# Tecnologia EMBio
La tecnologia EM-BIO (Effective Microrganisms) è un processo di trattamento dei rifiuti che consiste in una biodegradazione della componente organica selezionata per la produzione di compost tramite l'utilizzo di una miscela brevettata di microrganismi.

## Meccanismo
La sigla EM, acronimo inglese di “Effective Microrganisms”, indica una miscela costituita da 80 specie di microrganismi appartenenti a 18 ceppi, classificati in anaerobici e aerobici. 
La formulazione della miscela in presenza di sostanze antiossidanti permette la convivenza dei due gruppi macrobiotici, favorendo un'azione di simbiosi reciproca tale che i prodotti di scarto del metabolismo dell'uno costituiscono il nutriente per l'altro; quando la miscela entra in contatto con la massa in fermentazione, i microrganismi ivi presenti, detti “operai” svolgono un'azione a servizio del gruppo più numeroso di microrganismi presenti nella miscela EM, i cosiddetti microrganismi “capo”. L'azione congiunta di microrganismi aerobici e anaerobici contribuisce all'arricchimento dei nutrienti presenti nel terreno, alla rimozione di sostanze patogene e al contenimento delle emissioni odorigene.

## Applicazioni
Questa tecnologia ha superato lo stadio di sperimentazione ed è attualmente impiegata presso l'impianto di Campo Tures (BZ) che tratta scarti di macellazione, sfalci di potatura e/o mietitura e residui di origine alimentare.
Il trattamento consiste in uno stadio di triturazione dello strutturante, di spremitura della sostanza umida con separazione e stoccaggio della frazione liquida e infine nella miscelazione di strutturante ed umido per la formazione di cumuli statici. La miscela EM viene irrorata, tramite nebulizzatore, sia sulla superficie del cumulo, sia sulla frazione liquida residuale del trattamento di spremitura. Il cumulo, per tutto il periodo della fermentazione subisce una sola azione di rivoltamento in corrispondenza dell'operazione di spargimento del prodotto EM per favorirne la sua più ampia omogeneizzazione.
Un ulteriore vantaggio dell'utilizzo della miscela EM consiste nella riduzione dei tempi di fermentazione, dichiarati in circa 6 settimane nelle stagioni calde e circa 8 in quelle fredde; il prodotto pur non essendo giunto a completa maturazione (i detentori della tecnologia non indicano il valore dell'indice respirometrico) non emana odori molesti e, quando viene sparso sui terreni, continua la sua azione di decomposizione fissando l'azoto e trasformandosi in humus.
La tecnologia EM-BIO è stata messa a punto presso l'Università Ryukyu di Okinawa (Giappone). In Italia, la tecnologia è commercializzata dalla società Embio Srl di Brunico (BZ) che ha sperimentato il suo impiego presso l'impianto comunale di compostaggio di Campo Tures (BZ).
In Italia questa tecnologia ha avuto finora uno sviluppo limitato essendo la sua esperienza ristretta ad un solo impianto di taglia ridotta localizzato nella Provincia di Bolzano.
Tuttavia, grazie alle interessanti rese di produzione, è possibile che la sua applicazione venga estesa anche ad altre realtà locali con bacini di ampiezza similare.
Risulta necessario garantire un controllo accurato del processo che, basandosi sull'azione combinata di microrganismi differenti, risulta essere particolarmente delicato.